# Nymphidium erymanthus
Nymphidium erymanthus är en fjärilsart som beskrevs av Ménétriés 1855. Nymphidium erymanthus ingår i släktet Nymphidium och familjen Riodinidae. Inga underarter finns listade i Catalogue of Life.